# Costanzo Angelini
Costanzo Angelini (Santa Giusta, 22 ottobre 1760 – Napoli, 22 giugno 1853) è stato un pittore, incisore e letterato italiano.
Artista neoclassico, dal 1790 visse stabilmente a Napoli. Fu pittore di corte. Dal 1813 fu sovrintendente del Museo Borbonico. È stato considerato uno dei migliori ritrattisti italiani del primo Ottocento

## Biografia
Costanzo Angelini nacque il 22 ottobre 1760 a Santa Giusta, (frazione di Amatrice all’epoca provincia dell’Aquila), da Francesco e Francesca de Laurentis.
Stabilitosi a Roma, in giovane età, per compiere studi letterari, si dedicò alla pittura frequentando lo studio di Marco Caprinozzi, allievo di Pietro Bianchi, proveniente dalla scuola dei Carracci. Successivamente frequentò l’Accademia di San Luca e fu discepolo di Domenico Corvi.

Nel 1790 si trasferì a Napoli dove sposò Mariangela Rega da cui ebbe sei figli, tra cui Tito Angelini. 
Fu incaricato di disegnare i vasi greci della collezione del ministro inglese sir William Hamilton, presso Ferdinando IV di Borbone; successivamente il marchese di Vivenzio gli commissionò di disegnare la sua ricca collezione di vasi, ma non poté assolvere tale impegno a causa dei moti del 1799.
Insegnò prima nell’Accademia del Disegno, presso la Manifattura di San Carlo alle Mortelle, poi nella Real Fabbrica della Porcellana a Capodimonte. Nel 1808 venne nominato revisore della Stamperia Reale e tesoriere della Scuola di Disegno; nei due anni successivi ottenne la cattedra di professore della scuola di Disegno nella Reale Accademia di Belle Arti. Nel 1812 venne nominato direttore della scuola d'incisione. Si dedicò intensamente all'attività letteraria a carattere didattico, ispirata prevalentemente all'estetica neoclassica.
Divenne una figura fondamentale per l'istruzione dei giovani artisti meridionali. Tra i suoi allievi vi furono i pittori Filippo Balbi, Domenico Caldara, Federico Maldarelli, Giuseppe Mancinelli, Angelo Maria Mazzia, Vincenzo Marinelli, Emanuele Mollica, Vincenzo Morani e Floriano Pietrocola. Dal 1813 fu soprintendente al restauro dei dipinti del Museo Borbonico. Morì a Napoli il 22 giugno 1853 all'età di novantatré anni, fu sepolto nella Chiesa dell'Arco del sedile di Porto.

### Opere
Dipinti:
- 1796- Ritratto di gentiluomo, Napoli, Museo di Villa Livia
- Ritratto di Caterina Rega, moglie del glittico F. Rega, Napoli, Collezione Rega
- Ritratto di Maria Carolina d'Austria, Napoli, Museo di San Martino
- Ritratto di Giuseppe Zurlo, Napoli Museo di San Martino
- Ritratto di Niccola Zingarelli, Napoli, Museo di San Martino
- Ritratto di Carolina Murat, Napoli, Museo di San Martino
- Ritratto di Filippo Tagliolini, Napoli, Museo di San Martino
- 1809- Ritratto di Giuseppe Bonaparte, Palazzo Reale di Caserta
- Ritratto di Giuseppe Piazzi, Napoli, Osservatorio astronomico di Capodimonte
- Ritratto di Horatio Nelson
- Ritratto di Angelo Maria Ricci
- Ritratto del principe di Avella
- Ritratto di Melchiorre Delfico
- Ritratto del marchese Venuti
- Ritratto di Nicolò Zingarelli
- Ritratto di Bruno Amantea
- Ritratto del duca di Carigliano

Disegni e pastelli:
- 1813 Battaglia di Abukir, Napoli, Museo di Capodimonte
- Studio in piedi, 1780?, Galleria dell'Accademia (Napoli)
- Studio di gambe, 1780?, Napoli, Galleria dell'Accademia
- Studio dal nudo, 1875, Studio del nudo 1800 e Studio del nudo 1801, Napoli, Galleria dell'Accademia
- Testa di Giove, 1785, e Testa di Giove, 1800, Napoli, Galleria dell'Accademia
- Autoritratto, 1798, Napoli, Galleria dell'Accademia
- Studio della statua, 1800, Napoli, Galleria dell'Accademia
- Ritratto del fratello Loreto, 1801, Napoli, Galleria dell'Accademia
- Ritratto della figlia Teresa, Napoli, Galleria dell'Accademia[5]

Lettere:
- Costanzo Angelini, Alcune idee di Costanzo Angelini per promuovere le arti liberali, Internet Archive, Napoli, Francesco del Vecchio, 1820, SBN SBLE011188.
- Costanzo Angelini, Osservazioni sulle accademie pittoriche per rendersi utili, Internet Archive, Napoli, dalla Tipografia Cataneo del Reale Albergo dei Poveri, 1821, SBN NAPE024045.
- Costanzo Angelini, Sonetti, Internet Archive, Napoli, dalla Tipografia del Regio Incisore C. Cataneo Vico Colonne Cariati n. 22, 1827, SBN NAP0414094.
- Costanzo Angelini, Sonetti in onore del cavaliere Niccola Zingarelli, Internet Archive, Napoli, dalla Tipografia del Regio Incisore C. Cataneo Vico Colonne Cariati n. 22, 1827, SBN SBL0398974.
- Costanzo Angelini, La pittura: ottave, Internet Archive, Napoli, da tipi di Cataneo, 1829, OCLC 864442062, SBN NAP0390278.
- Francesco Alberi, Discorso sul disegno di Francesco Alberi pronunziato da lui medesimo, a cura di Costanzo Angelini, Internet Archive, Napoli, Cataneo, 1840, SBN SBL0732409.

## Galleria d'immagini

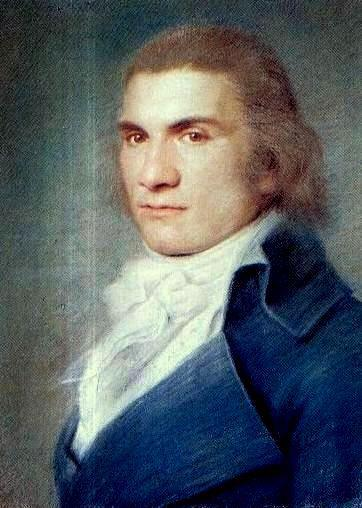
Ritratto del fratello Loreto
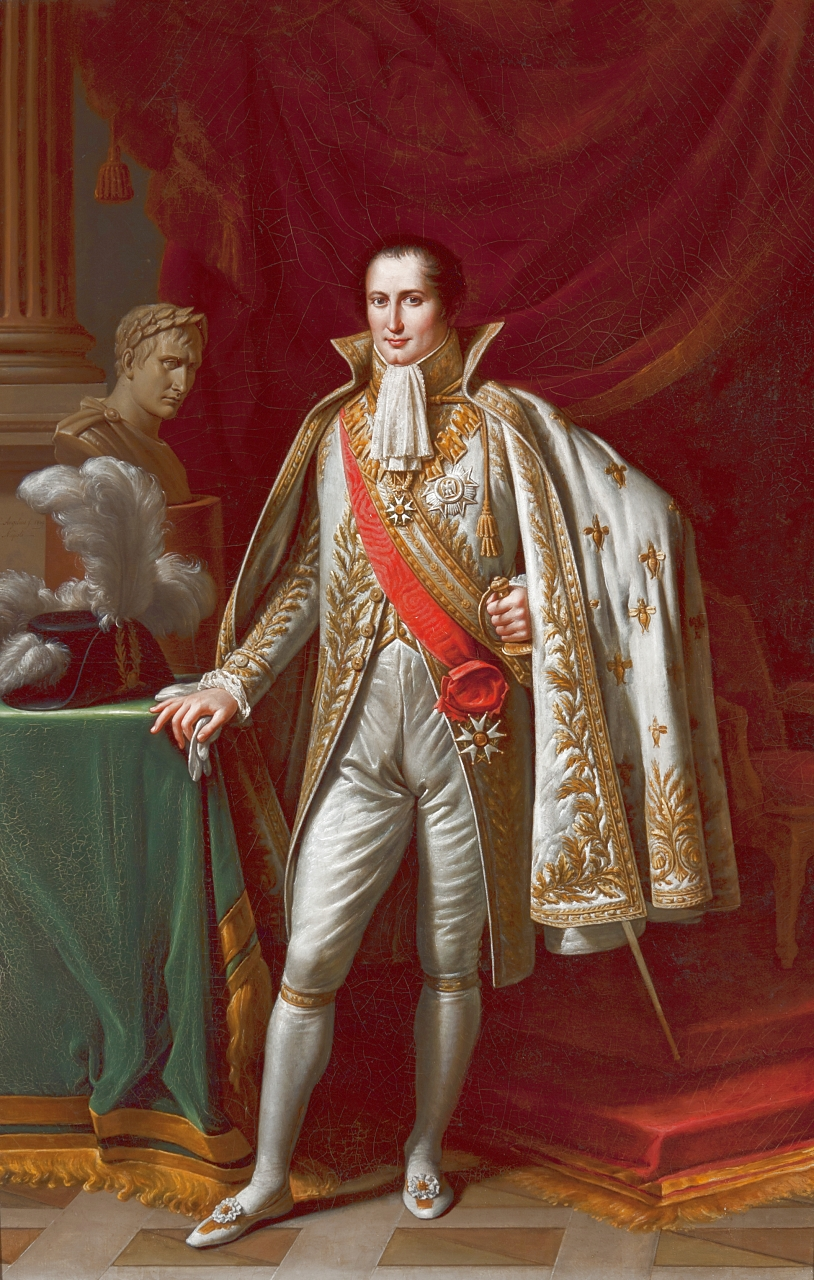
Ritratto di Giuseppe Bonaparte
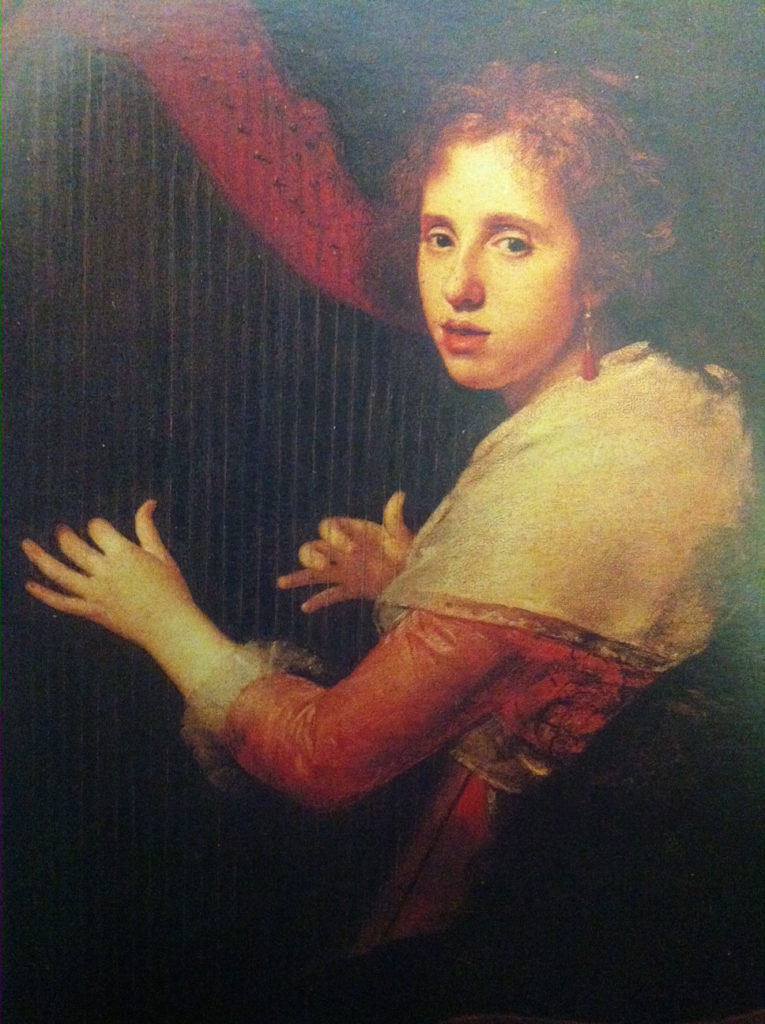
Ritratto di Caterina Rega
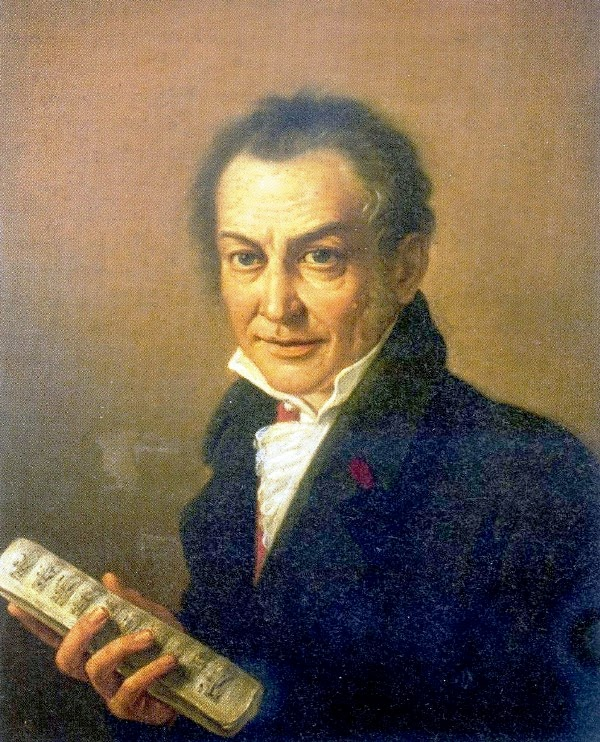
Ritratto di Niccola Zingarelli
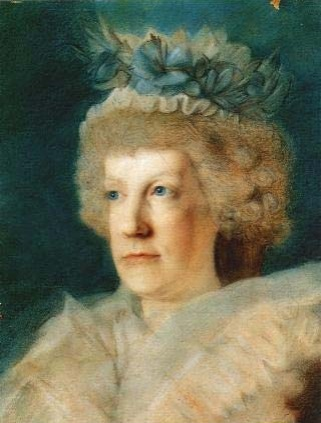
Ritratto di Maria Carolina d'Austria